# Giovanni Battista Accusani
Giovanni Battista Accusani (Acqui Terme, 12 giugno 1765 – Vigevano, 19 luglio 1843) è stato un vescovo cattolico italiano.

## Biografia
Nato da una nota famiglia originaria di Acqui Terme, ancora in gioventù si trasferì a Mondovì dove compì i propri studi. Intrapresi gli studi ecclesiastici, si laureò in teologia all'Università di Torino, venendo in seguito nominato sacerdote a Mondovì.
Divenuto arcidiacono della cattedrale di Mondovì, divenne quindi vicario generale della diocesi di Mondovì e ricevette la croce di commendatore dell'Ordine dei Santi Maurizio e Lazzaro.
Il 5 luglio 1830 venne nominato vescovo di Vigevano, ove si impegnò con un'intensa attività a favore delle classi sociali sfavorite e soprattutto al potenziamento del seminario diocesano, secondo quanto dettato in testamento dal suo predecessore.
Morì a Vigevano nel 1843.

## Genealogia episcopale
La genealogia episcopale è:
- Cardinale Scipione Rebiba
- Cardinale Giulio Antonio Santori
- Cardinale Girolamo Bernerio, O.P.
- Arcivescovo Galeazzo Sanvitale
- Cardinale Ludovico Ludovisi
- Cardinale Luigi Caetani
- Cardinale Ulderico Carpegna
- Cardinale Paluzzo Paluzzi Altieri degli Albertoni
- Papa Benedetto XIII
- Papa Benedetto XIV
- Papa Clemente XIII
- Cardinale Marcantonio Colonna
- Cardinale Giacinto Sigismondo Gerdil, B.
- Cardinale Paolo Giuseppe Solaro
- Arcivescovo Columbano Giovanni Battista Carlo Gaspare Chiaverotti, O.S.B.Cam.
- Vescovo Francesco Gaetano Bullione di Monale
- Vescovo Giovanni Battista Accusani